# 遠雄海洋公園
遠雄海洋公園（英語：Farglory Ocean Park），俗稱花蓮海洋公園，位於花蓮縣壽豐鄉台11線濱海公路10公里處，其基地範圍包括部分鹽寮海濱與海岸山脈的山頭，占地51公頃。依山傍海且距花蓮市中心約30分鐘車程，大致可分為海洋村、探險島、海洋劇場、歡樂大街、海盜灣、布萊登海岸、海底王國及水晶城堡八大主題景區，是台灣第一座以海洋為主題、並結合自然景觀公園與五星級休閒飯店（花蓮遠雄悅來大飯店）的主題樂園。除多種遊樂設施，還有各項可愛逗趣的海豚、海獅表演、海底世界花車遊行，加上大型歌舞秀及美人魚表演，是為東台灣最大的遊樂園。

## 擴建計畫

2023年前的Logo

為了迎接蘇花改通車，遠雄海洋公園提出擴建計畫環評，擬耗資新臺幣五十億元，擴建廿二公頃，增建空中纜車、水上樂園及兩個旅館。環保團體質疑，擴建區有七成三為國有地，且七成以上為四級以上、即坡度三十以上的山坡地，區內還有花蓮縣政府文化局公告列冊的大坑文化遺址。

## 企業合作
花蓮海洋公園在2004年和中華網龍合作，於線上遊戲《戀愛盒子》中推出海洋公園場景和相關活動；至今仍能在遊戲中進入「海洋公園」場景，並且能和園區吉祥物對話。

## 吉祥物
| 角色名稱 | 動物屬性 | 背景故事 |  |
| -------- | -------- | -------- |  |
| Andy     | 海豚     |          |  |
| Zoe      | 海豚     |          |  |
| Shonky   | 鯊魚     |          |  |
| Toby     | 水獺     |          |  |
| Luffy    | 水獺     |          |  |
| Donny    | 海豚     |          |  |
| Sissy    | 加州海獅 |          |  |
| Menatee  | 海牛     |          |  |

## 外部連結
- 遠雄海洋公園 （页面存档备份，存于）
- 遠雄海洋公園－東部海岸國家風景區觀光資訊網 （页面存档备份，存于）
- 遠雄海洋公園的Facebook專頁